# مارسل اران
مارسل اران (فرانسوی: Marcel Herrand‎; ۸ اکتبر ۱۸۹۷ – ۱۱ ژوئن ۱۹۵۳) بازیگر اهل فرانسه بود.
از فیلم‌ها یا برنامه‌های تلویزیونی که وی در آن نقش داشته‌است می‌توان به بچه‌های بهشت، فانفان لا تولیپ و کنت دو مونت-کریستو اشاره کرد.